# Championnat du Venezuela de football 1962
Navigation
Saison 1961 Saison 1963
La saison 1962 du championnat du Venezuela de football est la sixième édition du championnat de première division professionnelle au Venezuela et la quarante-deuxième saison du championnat national. Les six clubs participants sont regroupés au sein d'une poule unique où ils s'affrontent quatre fois, deux fois à domicile et deux fois à l'extérieur.
C'est le Deportivo Portugués qui remporte la compétition, après avoir battu en finale nationale l'Universidad Central de Venezuela FC. C'est le troisième titre de champion de l'histoire du club.
Le championnat a été écourté car quatre des six formations engagées se trouvent dans une situation économique délicate. La compétition est donc interrompu en plein milieu de la quatrième phase et les deux équipes en tête du classement à ce moment-là disputent une finale en matchs aller et retour pour déterminer le champion. À noter que le tenant du titre, le Deportivo Italia, ne prend pas part au championnat cette saison.

## Les clubs participants
| - Deportivo Portugués - Dos Caminos SC - Universidad Central de Venezuela FC - Deportivo Vasco - Banco Francés-Italiano - La Salle FC |

## Compétition
Le barème utilisé pour établir le classement est le suivant :
- Victoire : 2 points
- Match nul : 1 point
- Défaite : 0 point

### Classement
| Rang | Équipe                              | Pts | J  | G  | N | P  | Bp | Bc | Diff |
| ---- | ----------------------------------- | --- | -- | -- | - | -- | -- | -- | ---- |
| 1    | Deportivo Portugués                 | 26  | 17 | 11 | 4 | 2  | 43 | 11 | +32  |
| 2    | Universidad Central de Venezuela FC | 26  | 17 | 11 | 4 | 2  | 42 | 15 | +27  |
| 3    | Dos Caminos SC                      | 20  | 18 | 9  | 2 | 7  | 24 | 32 | -8   |
| 4    | Banco Francés-Italiano              | 19  | 18 | 7  | 5 | 6  | 30 | 27 | +3   |
| 5    | Deportivo Vasco                     | 8   | 18 | 3  | 2 | 13 | 14 | 35 | -21  |
| 6    | La Salle FC                         | 7   | 18 | 1  | 5 | 12 | 22 | 55 | -33  |

|  | Participation à la finale nationale |

Finale nationale :
| Équipe 1            | Résultat | Équipe 2                            | Aller | Retour |
| ------------------- | -------- | ----------------------------------- | ----- | ------ |
| Deportivo Portugués | 6 - 0    | Universidad Central de Venezuela FC | 3 - 0 | 3 - 0  |

## Bilan de la saison
| Championnat du Venezuela de football 1962 |                                |
| Champion                                  | Deportivo Portugués (3e titre) |
| Coupes et trophées                        |                                |
| Vainqueur de la Coupe du Venezuela 1962   | Deportivo Italia               |
| Promotions et relégations                 |                                |
| Promus en Primera División                | Aucun                          |
| Relégués en Segunda A                     | Aucun                          |